# 身份证号码
身份证号码（英語：National identification number），又称身份证号、身份号码或国民识别号码等，是多个国家的政府所使用的一种系统化归类其公民、永久居民和临时居民的手段，以便后者能够工作、纳税、获取政府福利、医疗保健以及其他与政府相关的职能。
各国实施这一制度的方式各有不同，但大多数情况下，公民在达到某个法定年龄或是出生时便会获得身份证号码。而不具有公民权的居民则可能在入境、获得临时乃至永久居留许可之时同时获得该号码。
许多国家最初可能是为了某个特殊目的而施行该制度，但其用途会随着时间的推移而逐渐扩展，最终成为事实上具有通用性的身份证号码。如美国的社会安全号码系统，起初是作为组织化管辖社会保障福利发放的一种手段而被设立。然而，该号码随着其功能蔓延已逐渐被用于其他目的，以至于当下在美国开设银行账户、获取信用卡或车辆驾驶等几乎都需要用到该号码。有些国家需要收集纳税人识别号码（TIN）信息以用于海外付款手续，而另一些国家（如美国）则不要求收集海外的纳税人识别号码，只需要诸如出生日期等其他信息即可。